# Sina (Dibra)
Sina (albanisch auch Sinja, Sinë) ist ein kleines Dorf in der Gemeinde Dibra im Osten von Albanien. Sina besteht aus zwei Dorfteilen, Sina e Poshtme („Unter-Sina“) und Sina e Epërme („Ober-Sina“; gelegentlich auch als Sina e Sipërme bezeichnet). Die beiden gelten als zwei der neun Dörfern in der ehemaligen Komuna Arras.
Von den Behörden der ehemaligen Gemeinde wurde 2008 die Bevölkerungszahl von Sina e Poshtme mit 525 Personen angegeben (davon 64 Schüler und 32 Kinder im Vorschulalter). Sina e Epërme hatte 786 Einwohner, davon 87 Schüler und 59 Kinder im Vorschulalter. Tatsächlich dürften diese Zahlen aber zu hoch sein, da die Angaben der lokalen Behörden deutlich höher sind als diejenigen der Volkszählung von 2011 für die Gemeinde.
Sina e Poshtme liegt rund zwei Kilometer westlich von Arras und rund zwölf Kilometer (Luftlinie) nordwestlich von Peshkopia leicht erhöht auf rund 550 m ü. A. am westlichen Hang des Tals des Schwarzen Drin. Sina e Epërme ist noch etwas weiter westlich und erhöht (ca. 650 m ü. A.) gelegen. Im Westen von Sina erheben sich die bis zu 1700 m ü. A. hohen Berge, die Lura vom Drintal trennen und vom Fluss Seta in tiefen Schuchten durchtrennt werden.
Auf dem Grat dieses Bergzugs liegt die Grenze des Nationalparks Lura-Mali i Dejës, der weite Bergregionen im Westen umfasst. Ein zwei Hektar großes Waldstück bei Sina, Vakufi i Sinës së Epërme, ist als Naturdenkmal geschützt.
Das Dorf stand Ende 14. Jahrhundert zusammen mit einem Nachbarort unter der Herrschaft von Pal Kastrioti. Sein Sohn Gjon konnte die Herrschaft schnell ausdehnen, sein Enkel Gjergj wurde als Skanderbeg zum albanischen Nationalhelden. Im Dorf befindet sich das Muzeu i Kastriotëve, ein kleines Museum zum Gedenken an die Herkunft der albanischen Adelsfamilie. Es wurde 1985 eröffnet und 2018 restauriert.
Sina e Poshtme hat eine Schule mit zwei Lehrern, Sina e Epërme eine Schule mit acht Lehrern (2008).
Wie die ganze Region ist in Sina die Landwirtschaft die bedeutendste Einkommensquelle. 2008 wurden in Sinë e Poshtme 350 Hektar und in Sina e Epërme 120 Hektar landwirtschaftlich genutzt. Sina e Epërme verfügte aber über deutlich mehr Weideflächen. Im gleichen Jahr erhielten 42 von 152 Familien aus Sina e Poshtme und 89 von 150 Familien aus Sina e Epërme Sozialhilfe. Die Komuna Arras ist im Qark Dibra eine eher armes Gebiet mit überdurchschnittlich vielen Sozialhilfebezügern. Dies führt – wie überall im ländlichen Raum in Albanien – zu einer hohen Abwanderung. Die Überweisungen von Angehörigen im Ausland und Geld von Arbeit im Ausland tragen auch zum Einkommen bei.